# Lluc
|  | Per a altres significats, vegeu «Lluc (desambiguació)». |

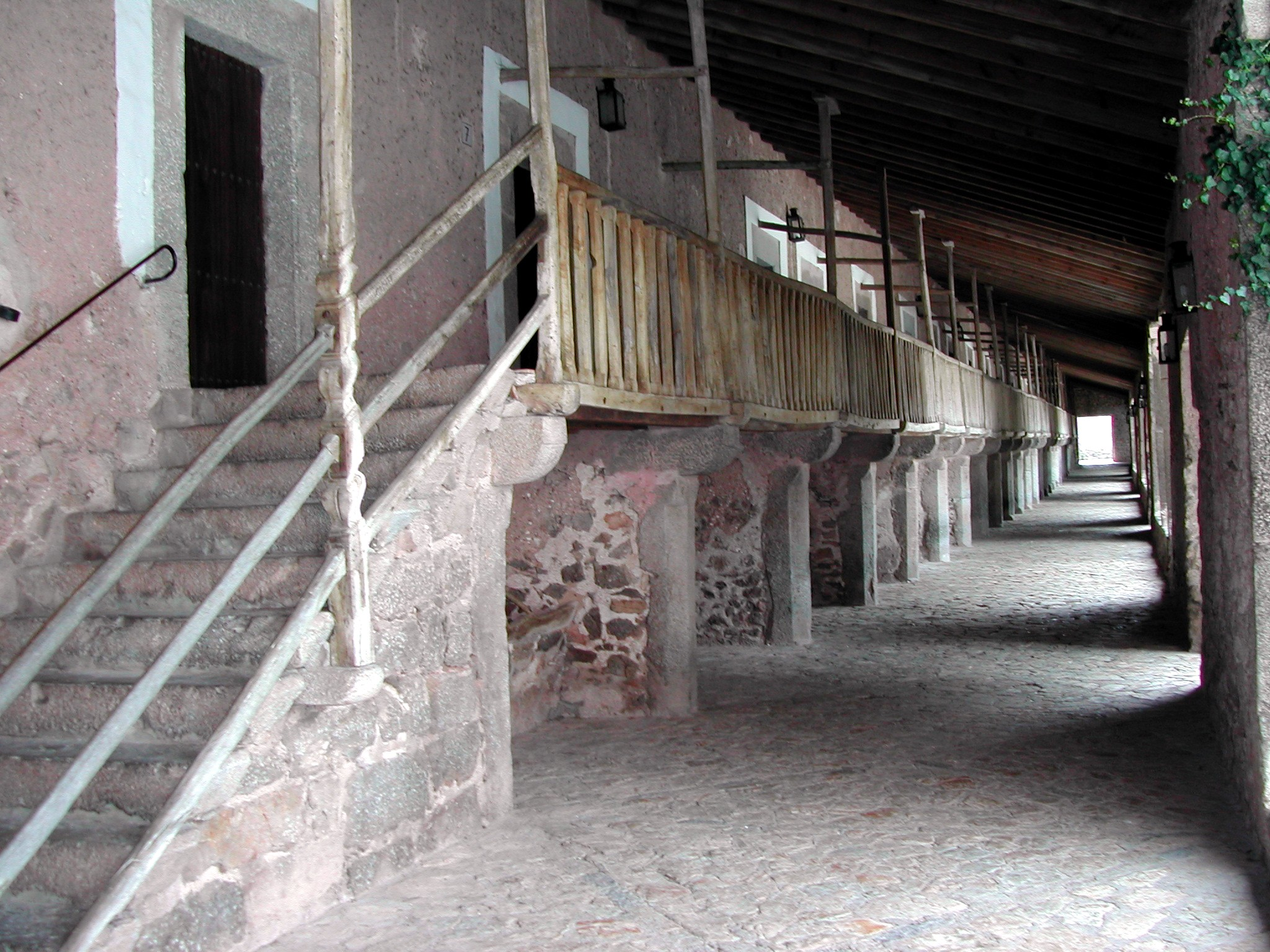
Cel·les per als pelegrins del monestir de Lluc

Lluc (del llatí Lucus, bosc sagrat) és un nucli de població del municipi d'Escorca, a Mallorca, aglutinat entorn del monestir de Lluc.
Dins el monestir de Lluc, es troba la imatge de la patrona de Mallorca, la Mare de Déu de Lluc.
És considerat un dels llocs de pelegrinatge de l'illa de Mallorca i per la gran majoria dels habitants de l'illa, el principal punt de referència de pelegrinatge. És un lloc d'inici de moltes rutes excursionistes. A més, és l'arribada d'una popular marxa anomenada Des Güell a Lluc a peu.
A part del monestir, el recinte disposa d'una àrea d'acampada, un gran pàrquing, alguns establiments, instal·lacions esportives i unes cel·les per allotjar els visitants.
El monestir acull una escola, on hi ha alumnes amb edats compreses entre els vuit i els catorze anys. Aquests formen un cor de música que s'anomena els Blauets.